# The Bord
The Bord is een Brits historisch merk van motorfietsen.
De bedrijfsnaam was: The Bord Motor Corporation, The Arcade, Finsbury Pavement, London.
Feitelijk maakte The Bord Motor Corporation vanaf 1902 clip-on motoren, die in elk fietsframe konden worden gezet. Ze werden compleet met een benzinetank geleverd. Het 1½pk-motortje dreef het achterwiel aan via een aandrijfriem, die door een "Jockey pulley" (zoals bij een derailleur) op spanning werd gehouden. In 1904 werd het motortje op 1¾ pk gebracht en in 1906 eindigde de productie. 